# …only your bus doesn’t stop here EP
…only your bus doesn’t stop here EP – EP zespołu Ścianka, promująca album Dni wiatru.
Na płycie znalazły się trzy wersje utworu „The Iris Sleeps Under The Snow”, pierwsza w wersji znanej z albumu, dwie pozostałe nagrane przez Kasię Nosowską i Smolika oraz zespół Myslovitz.
Tytuł EPki to fragment tekstu do „The iris…”.

## Spis utworów
1. „The Iris Sleeps Under The Snow (album version)” – 3:42
2. „The Iris Sleeps Under The Snow (Nosowska i Smolik version)” – 4:01
3. „The Iris Sleeps Under The Snow (Myslovitz version)” – 6:53

## Twórcy
Zespół Ścianka w składzie:
- Maciej Cieślak
- Jacek Lachowicz
- Arkady Kowalczyk
- Andrzej Koczan

oraz
- Andrzej Smolik
- Katarzyna Nosowska
- zespół Myslovitz w składzie:
  - Artur Rojek
  - Wojciech Kuderski
  - Jacek Kuderski
  - Wojciech Powaga
  - Przemysław Myszor